# Rivière-sur-Tarn
Pour les articles homonymes, voir Rivière (homonymie).
Rivière-sur-Tarn est une commune française, située dans le département de l'Aveyron, en région Occitanie.
Le patrimoine architectural de la commune comprend un immeuble protégé au titre des monuments historiques : le château de Peyrelade, inscrit en 1998.

## Géographie

### Généralités

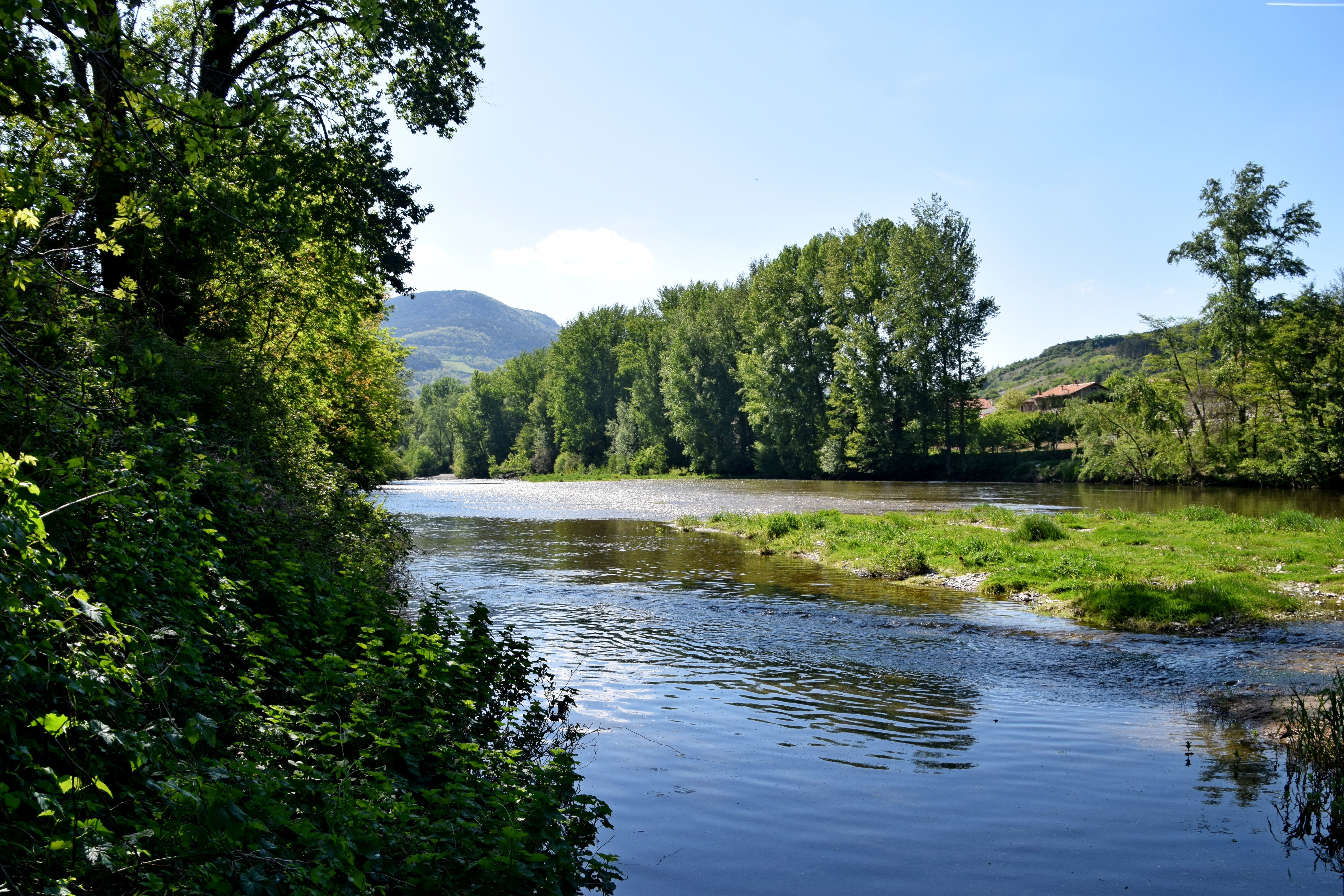
Le Tarn en limite de La Cresse (au premier plan) et Rivière-sur-Tarn (en rive opposée).

Dans le quart sud-est du département de l'Aveyron, la commune de Rivière-sur-Tarn est située à l'intérieur du parc naturel régional des Grands Causses. Le territoire communal s'étend sur 26,08 km2, principalement en rive droite du Tarn.
L'altitude minimale, 372 mètres, se trouve localisée à l'extrême sud, là où le Tarn quitte la commune et sert de limite entre celles de Compeyre et La Cresse. L'altitude maximale avec 871 ou 880 mètres est située trois kilomètres au nord-ouest du bourg, au puech de Suège.
En bordure du Tarn et à l'intersection des routes départementales (RD) 190 et 907, le bourg de Rivière-sur-Tarn est situé, en distances orthodromiques, onze kilomètres au nord-nord-est du centre-ville de Millau.
La commune est également desservie par les RD 9 et 94 en rive droite du Tarn et 187 en rive gauche.

### Communes limitrophes
Rivière-sur-Tarn est limitrophe de six autres communes, dont Peyreleau au sud-est, sur une quarantaine de mètres.
|           | Sévérac d'Aveyron |             |
| Verrières | Rivière-sur-Tarn  | Mostuéjouls |
| Compeyre  | La Cresse         | Peyreleau   |

### Hydrographie

#### Réseau hydrographique

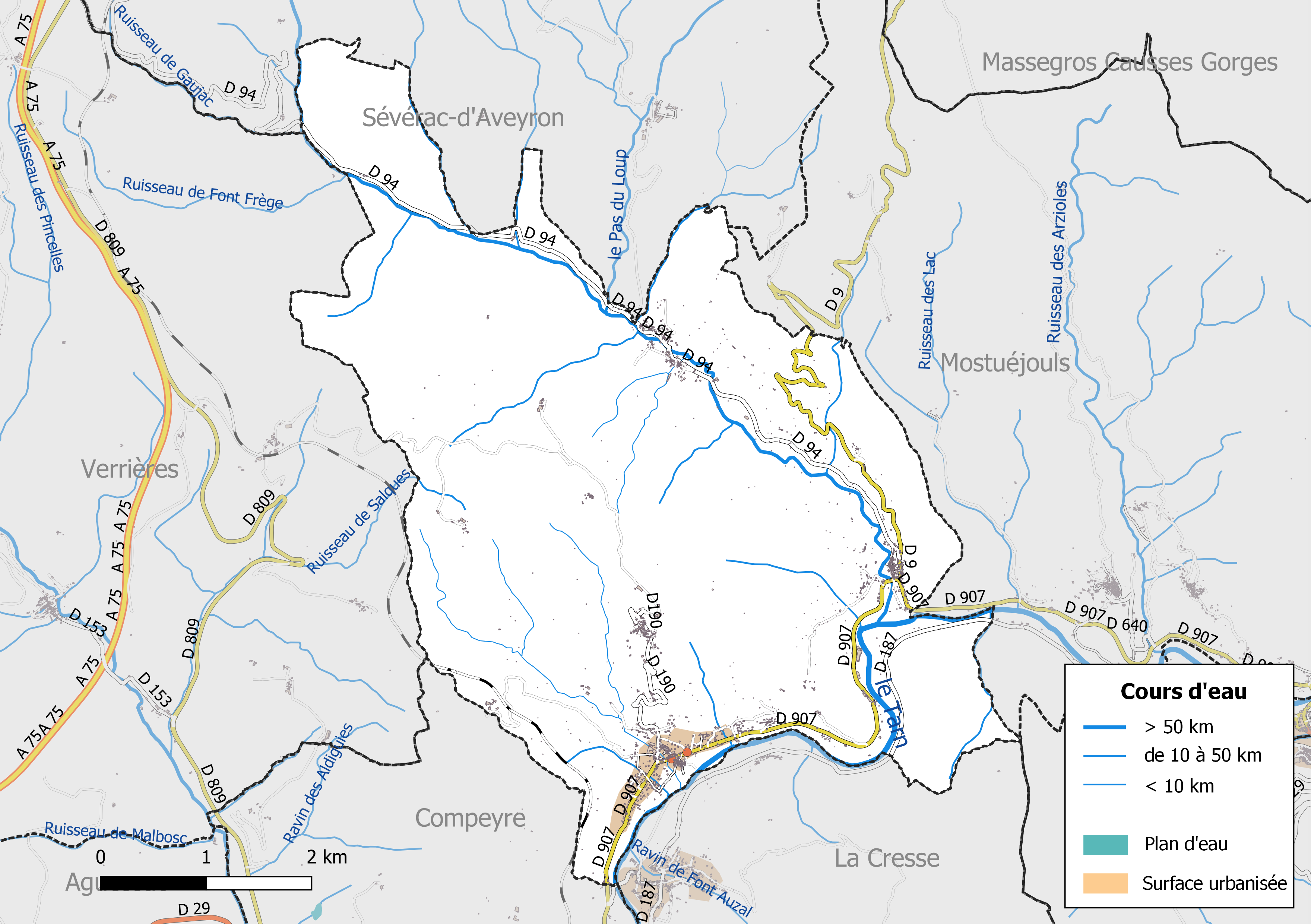
Réseaux hydrographique et routier de Rivière-sur-Tarn.

La commune est drainée par le Tarn, le ruisseau du Bourg, le Pas du Loup, le ravin de la Croze, le ruisseau de Pourcaresse, le ruisseau de Salques et par divers petits cours d'eau.
Le Tarn, d'une longueur totale de 380,2 km, prend sa source dans la commune de Pont de Montvert - Sud Mont Lozère (48) et se jette  dans la Garonne à Saint-Nicolas-de-la-Grave (82), après avoir arrosé 99 communes. Il arrose le territoire communal d'est au sud sur six kilomètres, dont quatre lui servent de limite naturelle en deux tronçons disjoints.
Le ruisseau du Bourg, d'une longueur totale de 11,6 km, prend sa source dans la commune de Sévérac d'Aveyron et se jette  dans le Tarn à Rivière-sur-Tarn, après avoir arrosé 3 communes.

#### Gestion des cours d'eau
Afin d’atteindre le bon état des eaux imposé par la Directive-cadre sur l'eau du 23 octobre 2000, plusieurs outils de gestion intégrée s’articulent à différentes échelles pour définir et mettre en œuvre un programme d’actions de réhabilitation et de gestion des milieux aquatiques : le SDAGE (Schéma directeur d'aménagement et de gestion des eaux), à l’échelle du bassin hydrographique, et le SAGE (Schéma d'aménagement et de gestion des eaux), à l’échelle locale. Ce dernier fixe les objectifs généraux d’utilisation, de mise en valeur et de protection quantitative et qualitative des ressources en eau superficielle et souterraine. Trois SAGE sont mis en oeuvre dans le département de l'Aveyron.
La commune fait partie du SAGE Tarn amont, approuvé le 15 décembre 2015, au sein du SDAGE Adour-Garonne. Le territoire de ce SAGE concerne une partie des bassins du Tarn de l’Aveyron et de l’Agout. Il couvre 69 communes, sur trois départements (Aveyron, Gard et Lozère) et deux régions, pour une superficie de 2 700 km2,. Le pilotage et l’animation du SAGE et du contrat de rivière du Tarn-amont associé sont assurés par le Syndicat mixte du bassin versant du Tarn-amont (SMBVTAM), qualifié de « structure porteuse ». Cet organisme a été créé le 1er avril 2018 et est constitué de neuf communautés de communes.

### Climat
Pour des articles plus généraux, voir Climat de l'Occitanie et Climat de l'Aveyron.
En 2010, le climat de la commune est de type climat méditerranéen altéré, selon une étude s'appuyant sur une série de données couvrant la période 1971-2000. En 2020, Météo-France publie une typologie des climats de la France métropolitaine dans laquelle la commune est exposée à un climat de montagne et est dans la région climatique Sud-est du Massif Central, caractérisée par une pluviométrie annuelle de 1 000 à 1 500 mm, minimale en été, maximale en automne.
Pour la période 1971-2000, la température annuelle moyenne est de 12,6 °C, avec une amplitude thermique annuelle de 16,4 °C. Le cumul annuel moyen de précipitations est de 1 121 mm, avec 10,5 jours de précipitations en janvier et 4,8 jours en juillet. Pour la période 1991-2020, la température moyenne annuelle observée sur la station météorologique la plus proche, située sur la commune de Millau à 11 km à vol d'oiseau, est de 11,2 °C et le cumul annuel moyen de précipitations est de 713,2 mm,. Pour l'avenir, les paramètres climatiques de la commune estimés pour 2050 selon différents scénarios d'émission de gaz à effet de serre sont consultables sur un site dédié publié par Météo-France en novembre 2022.

### Milieux naturels et biodiversité

#### Espaces protégés
La protection réglementaire est le mode d’intervention le plus fort pour préserver des espaces naturels remarquables et leur biodiversité associée.
Dans ce cadre, la commune fait partie d'un espace protégé, le Parc naturel régional des Grands Causses, créé en 1995 et d'une superficie de 327 937 ha, qui s'étend sur 97 communes. Ce territoire rural habité, reconnu au niveau national pour sa forte valeur patrimoniale et paysagère, s’organise autour d’un projet concerté de développement durable, fondé sur la protection et la valorisation de son patrimoine,,.

#### Sites Natura 2000

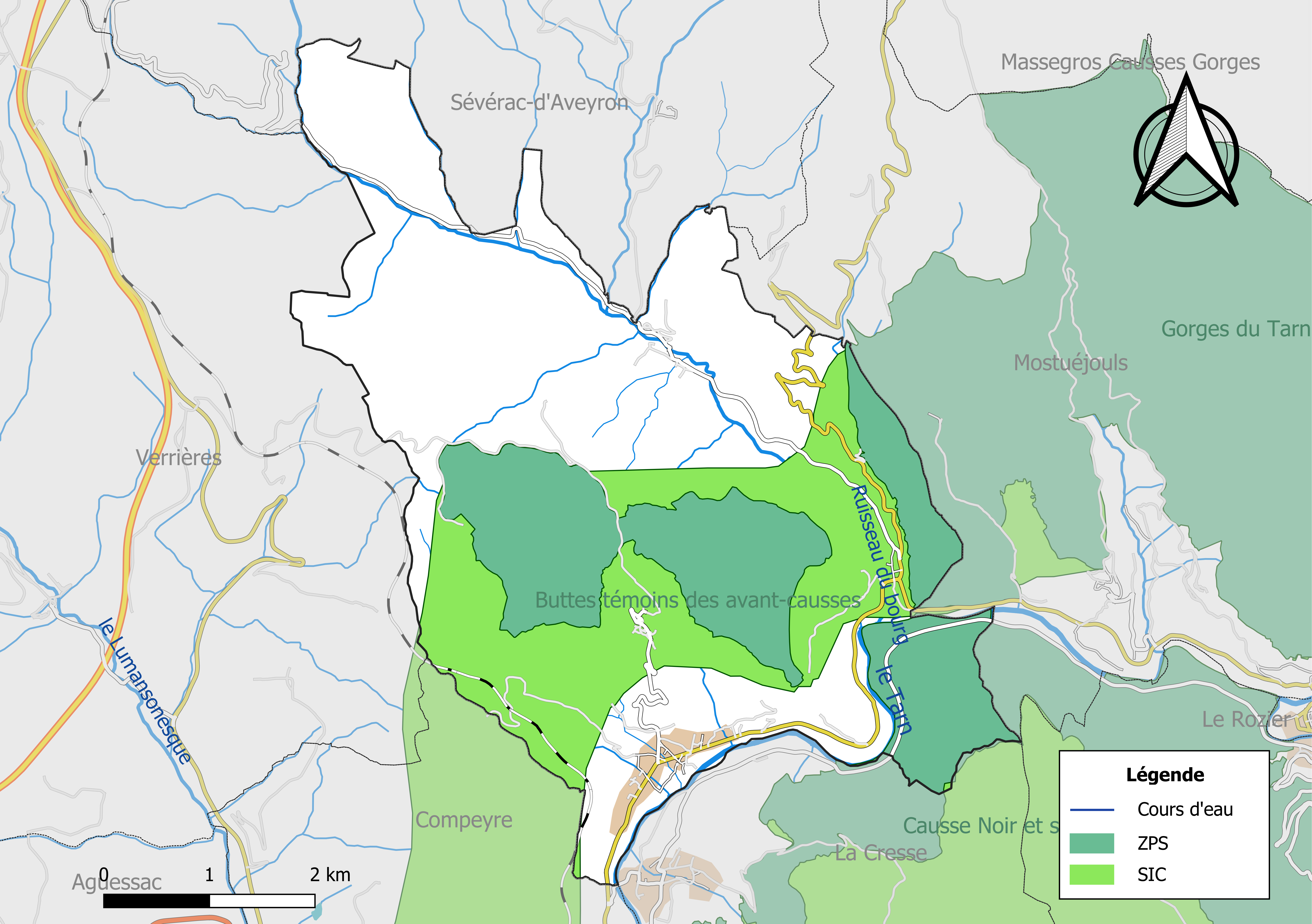
Sites Natura 2000 sur le territoire communal.

Le réseau Natura 2000 est un réseau écologique européen de sites naturels d’intérêt écologique élaboré à partir des Directives « Habitats » et « Oiseaux ». Ce réseau est constitué de Zones spéciales de conservation (ZSC) et de Zones de protection spéciale (ZPS). Dans les zones de ce réseau, les États Membres s'engagent à maintenir dans un état de conservation favorable les types d'habitats et d'espèces concernés, par le biais de mesures réglementaires, administratives ou contractuelles.
Deux sites Natura 2000 ont été définis sur la commune au titre de la « directive Habitats » : 
- le « Causse Noir et ses corniches », d'une superficie de 13 990 ha sur 9 communes du département, est un plateau calcaire et dolomitique avec pelouses sèches, forêts et taillis de chênes et de pins sylvestres, avec une bordure de falaises et de gorges[21] ;
- les « Buttes témoins des Avant-Causses », d'une superficie de 2 325 ha, sont constituées de buttes-témoins calcaires avec parois et corniches, recouvertes de pelouses-landes et de taillis de chênes pubescents[22] ;

et un au titre de la « directive Oiseaux » :  
- les « Gorges du Tarn et de la Jonte », d'une superficie de 5 841 ha sur 7 communes du département, où seize espèces de l'annexe 1 se reproduisent sur le site, parmi lesquelles dix espèces de rapaces[23] et

#### Zones naturelles d'intérêt écologique, faunistique et floristique
L’inventaire des zones naturelles d'intérêt écologique, faunistique et floristique (ZNIEFF) a pour objectif de réaliser une couverture des zones les plus intéressantes sur le plan écologique, essentiellement dans la perspective d’améliorer la connaissance du patrimoine naturel national et de fournir aux différents décideurs un outil d’aide à la prise en compte de l’environnement dans l’aménagement du territoire.
Le territoire communal de Rivière-sur-Tarn comprend cinq ZNIEFF de type 1, : 
- les « Buttes et corniches des avant-causses » (2 883 ha), couvrant 5 communes dont 4 dans l'Aveyron et 1 dans la Lozère[25]
- les « Corniches du Causse Noir » (1 985 ha), couvrant 8 communes du département[26];
- la « Rivière Tarn (partie Aveyron) » (2 381 ha), couvrant 41 communes dont 25 dans l'Aveyron et 16 dans le Tarn[27];
- le « Ruisseau de Mialet et prairies humides périphériques » (24,3 ha), couvrant 2 communes du département[28];
- la « Vallée supérieure et gorges du Tarn » (1 938 ha), couvrant 8 communes dont 7 dans l'Aveyron et 1 dans la Lozère[29]

et deux ZNIEFF de type 2, : 
- le « Causse Noir et ses corniches » (20 863 ha), qui s'étend sur 14 communes dont 10 dans l'Aveyron, 3 dans le Gard et 1 dans la Lozère[30];
- la « Vallée du Tarn, amont » (36 322 ha), qui s'étend sur 57 communes dont 31 dans l'Aveyron, 1 dans la Lozère et 25 dans le Tarn[31].

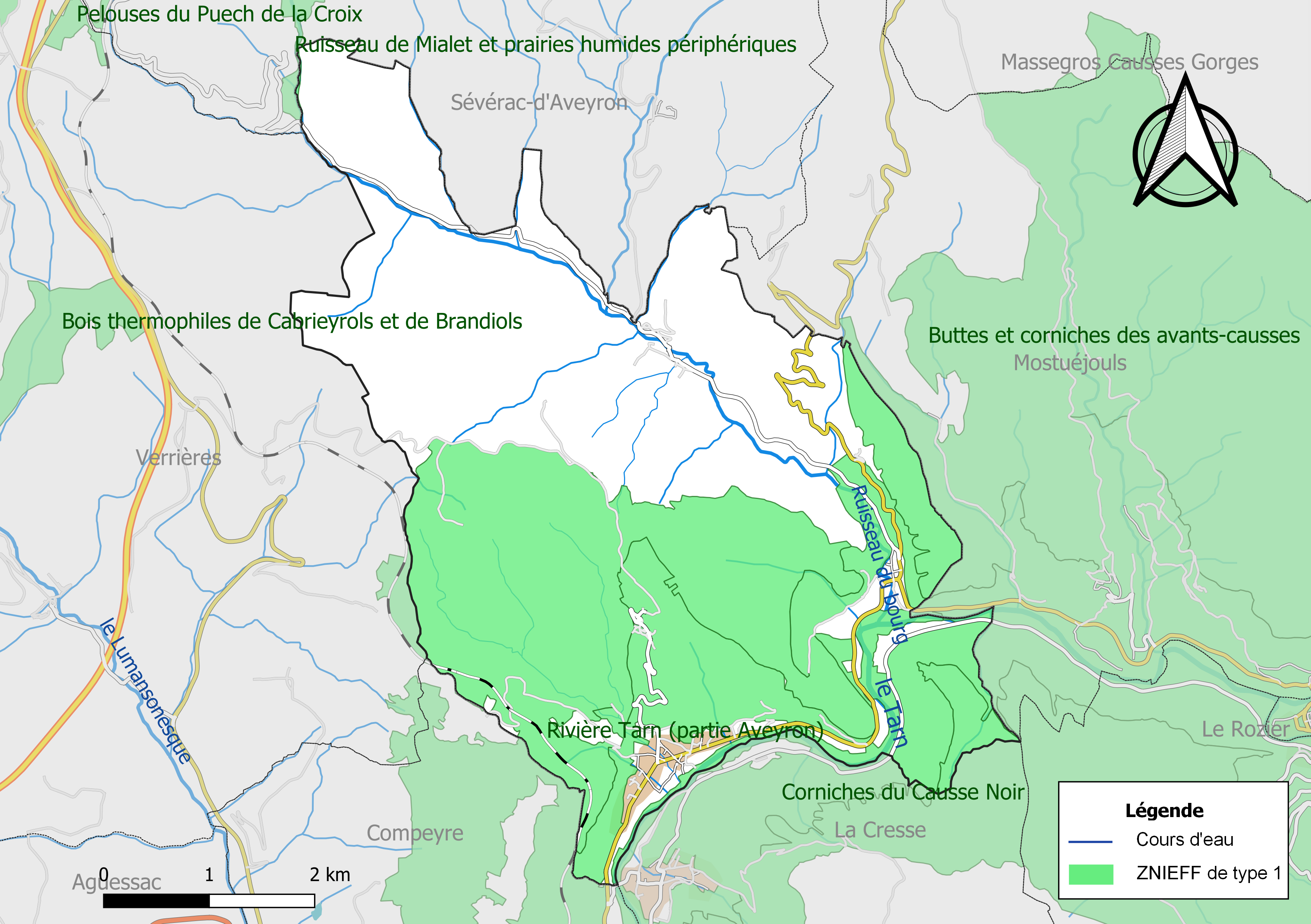
Carte des ZNIEFF de type 1 de la commune.
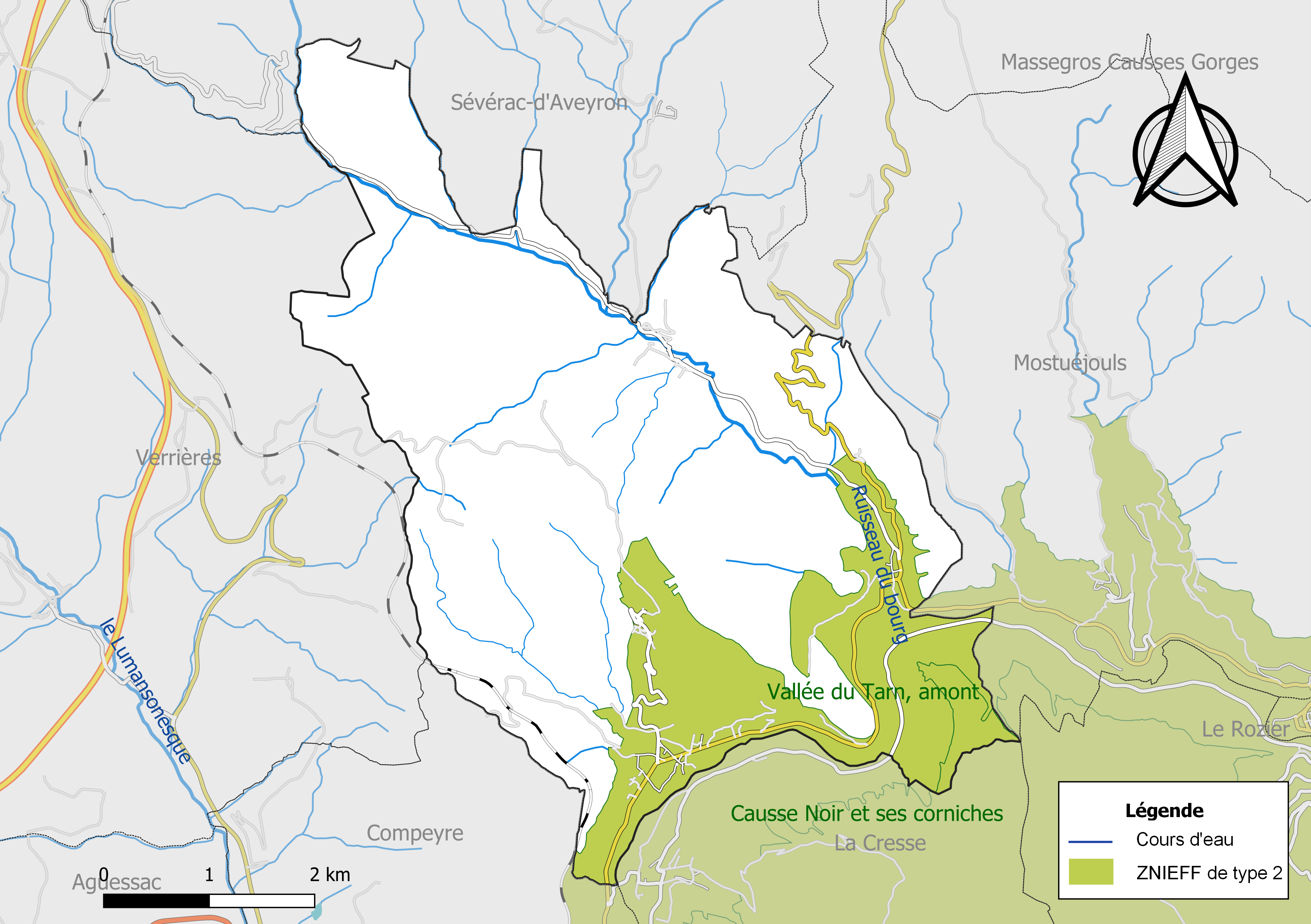
Carte des ZNIEFF de type 2 de la commune.

## Urbanisme

### Typologie
Au 1er janvier 2024, Rivière-sur-Tarn est catégorisée commune rurale à habitat dispersé, selon la nouvelle grille communale de densité à 7 niveaux définie par l'Insee en 2022.
Elle est située hors unité urbaine. Par ailleurs la commune fait partie de l'aire d'attraction de Millau, dont elle est une commune de la couronne,. Cette aire, qui regroupe 23 communes, est catégorisée dans les aires de moins de 50 000 habitants,.

### Occupation des sols

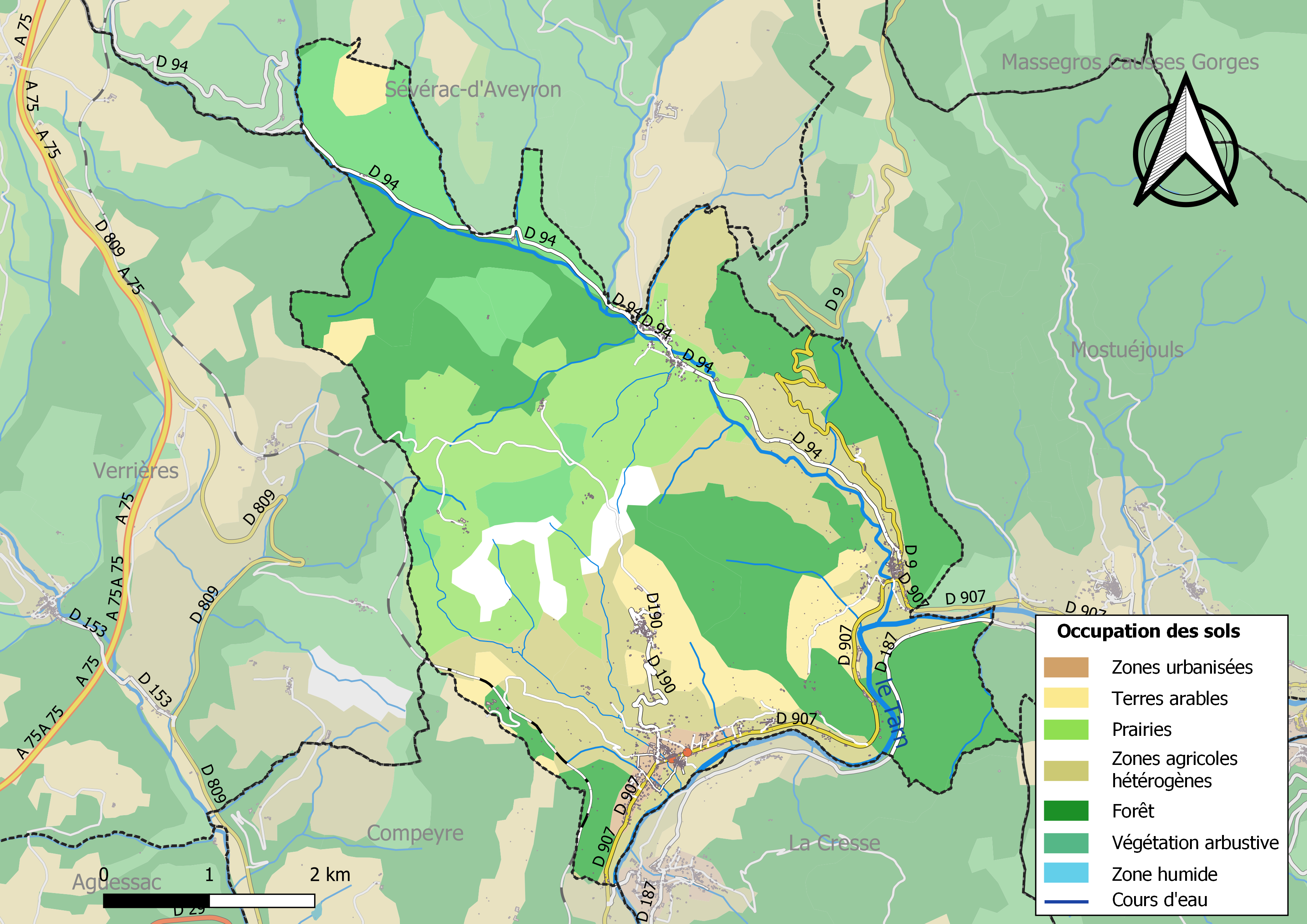
Infrastructures et occupation des sols de la commune de Rivière-sur-Tarn.

L'occupation des sols de la commune, telle qu'elle ressort de la base de données européenne d’occupation biophysique des sols Corine Land Cover (CLC), est marquée par l'importance des forêts et milieux semi-naturels (49,4 % en 2018), en diminution par rapport à 1990 (52,4 %). La répartition détaillée en 2018 est la suivante : 
forêts (42,6 %), zones agricoles hétérogènes (22,9 %), prairies (17,8 %), terres arables (6 %), milieux à végétation arbustive et/ou herbacée (3,8 %), espaces ouverts, sans ou avec peu de végétation (3 %), cultures permanentes (2,3 %), zones urbanisées (1,7 %).

### Planification
La loi SRU du 13 décembre 2000 a incité fortement les communes à se regrouper au sein d’un établissement public, pour déterminer les partis d’aménagement de l’espace au sein d’un SCoT, un document essentiel d’orientation stratégique des politiques publiques à une grande échelle. La commune est dans le territoire du SCoT du Parc naturel régional des Grands Causses, approuvé le vendredi 7 juillet 2017 par le comité syndical et mis à l’enquête publique en décembre 2019. La structure porteuse est le Pôle d'équilibre territorial et rural du PNR des Grands Causses, qui associe huit communautés de communes, notamment la communauté de communes de Millau Grands Causses, dont la commune est membre.
La commune disposait en 2017 d'un plan local d'urbanisme en révision. Le zonage réglementaire et le règlement associé peuvent être consultés sur le Géoportail de l'urbanisme.

### Risques majeurs
Le territoire de la commune de Rivière-sur-Tarn est vulnérable à différents aléas naturels : inondations, climatiques (hiver exceptionnel ou canicule), feux de forêts et séisme (sismicité faible).
Il est également exposé à un risque technologique, le transport de matières dangereuses, et à un risque particulier, le risque radon,.

#### Risques naturels

Zones inondables de la commune de Rivière-sur-Tarn.

Certaines parties du territoire communal sont susceptibles d’être affectées par le risque d’inondation par débordement du Tarn et du ruisseau du Bourg. Les dernières grandes crues historiques, ayant touché plusieurs parties du département, remontent aux 3 et 4 décembre 2003 (dans les bassins du Lot, de l'Aveyron, du Viaur et du Tarn) et au 28 novembre 2014 (bassins de la Sorgues et du Dourdou). Ce risque est pris en compte dans l'aménagement du territoire de la commune par le biais du Plan de prévention du risque inondation (PPRI) Tarn amont 1, approuvé le 26 avril 2005.
Le Plan départemental de protection des forêts contre les incendies découpe le département de l’Aveyron en sept « bassins de risque » et définit une sensibilité des communes à l’aléa feux de forêt (de faible à très forte). La commune est classée en sensibilité très forte.
Les mouvements de terrains susceptibles de se produire sur la commune sont soit des mouvements liés au retrait-gonflement des argiles, soit des effondrements liés à des cavités souterraines. Le phénomène de retrait-gonflement des argiles est la conséquence d'un changement d'humidité des sols argileux. Les argiles sont capables de fixer l'eau disponible mais aussi de la perdre en se rétractant en cas de sécheresse. Ce phénomène peut provoquer des dégâts très importants sur les constructions (fissures, déformations des ouvertures) pouvant rendre inhabitables certains locaux. La carte de zonage de cet aléa peut être consultée sur le site de l'observatoire national des risques naturels Géorisques. Une autre carte permet de prendre connaissance des cavités souterraines localisées sur la commune,.

#### Risques technologiques
Le risque de transport de matières dangereuses sur la commune est lié à sa traversée par une route à fort trafic et une ligne de chemin de fer. Un accident se produisant sur de telles infrastructures est en effet susceptible d’avoir des effets graves au bâti ou aux personnes jusqu’à 350 m, selon la nature du matériau transporté. Des dispositions d’urbanisme peuvent être préconisées en conséquence.

#### Risque particulier
Dans plusieurs parties du territoire national, le radon, accumulé dans certains logements ou autres locaux, peut constituer une source significative d’exposition de la population aux rayonnements ionisants. Toutes les communes du département sont concernées par le risque radon à un niveau plus ou moins élevé. Selon le dossier départemental des risques majeurs du département établi en 2013, la commune de Rivière-sur-Tarn est classée à risque faible. Un décret du 4 juin 2018 a modifié la terminologie du zonage définie dans le code de la santé publique et a été complété par un arrêté du 27 juin 2018 portant délimitation des zones à potentiel radon du territoire français. La commune est désormais en zone 1, à savoir zone à potentiel radon faible.

## Histoire
À la fin du XVIIIe siècle, la commune de Suege fusionne avec Rivière-sur-Tarn. Entre 1820 et 1834, la commune de La Cresse a été incorporée à Rivière-sur-Tarn.

## Politique et administration

### Découpage territorial
La commune de Rivière-sur-Tarn est membre de la communauté de communes de Millau Grands Causses, un établissement public de coopération intercommunale (EPCI) à fiscalité propre créé le 27 décembre 1999 dont le siège est à Millau. Ce dernier est par ailleurs membre d'autres groupements intercommunaux.
Sur le plan administratif, elle est rattachée à l'arrondissement de Millau, au département de l'Aveyron et à la région Occitanie. Sur le plan électoral, elle dépend du  canton de Tarn et Causses pour l'élection des conseillers départementaux, depuis le redécoupage cantonal de 2014 entré en vigueur en 2015, et de la troisième circonscription de l'Aveyron  pour les élections législatives, depuis le dernier découpage électoral de 2010.

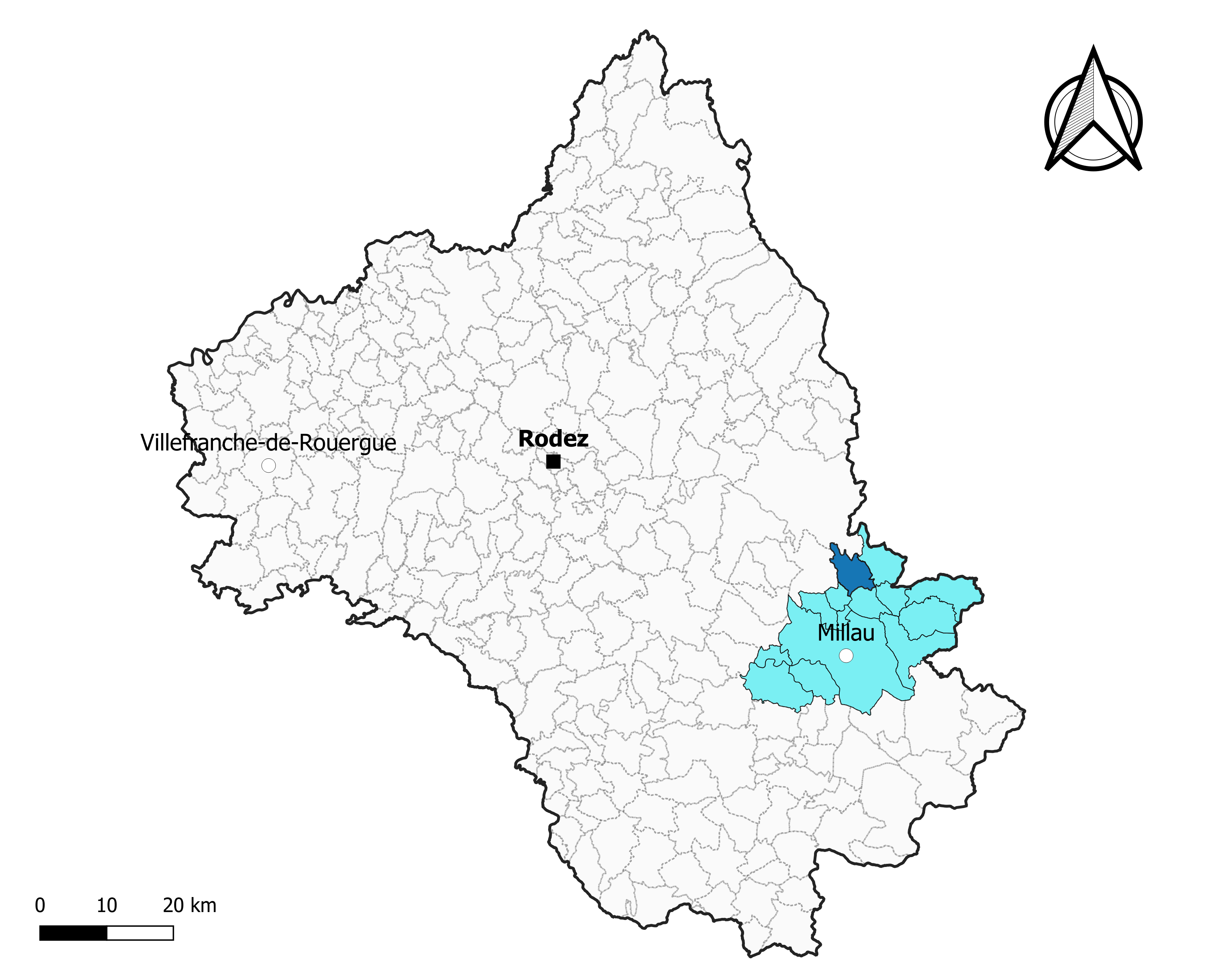
Rivière-sur-Tarn dans l'intercommunalité en 2020.
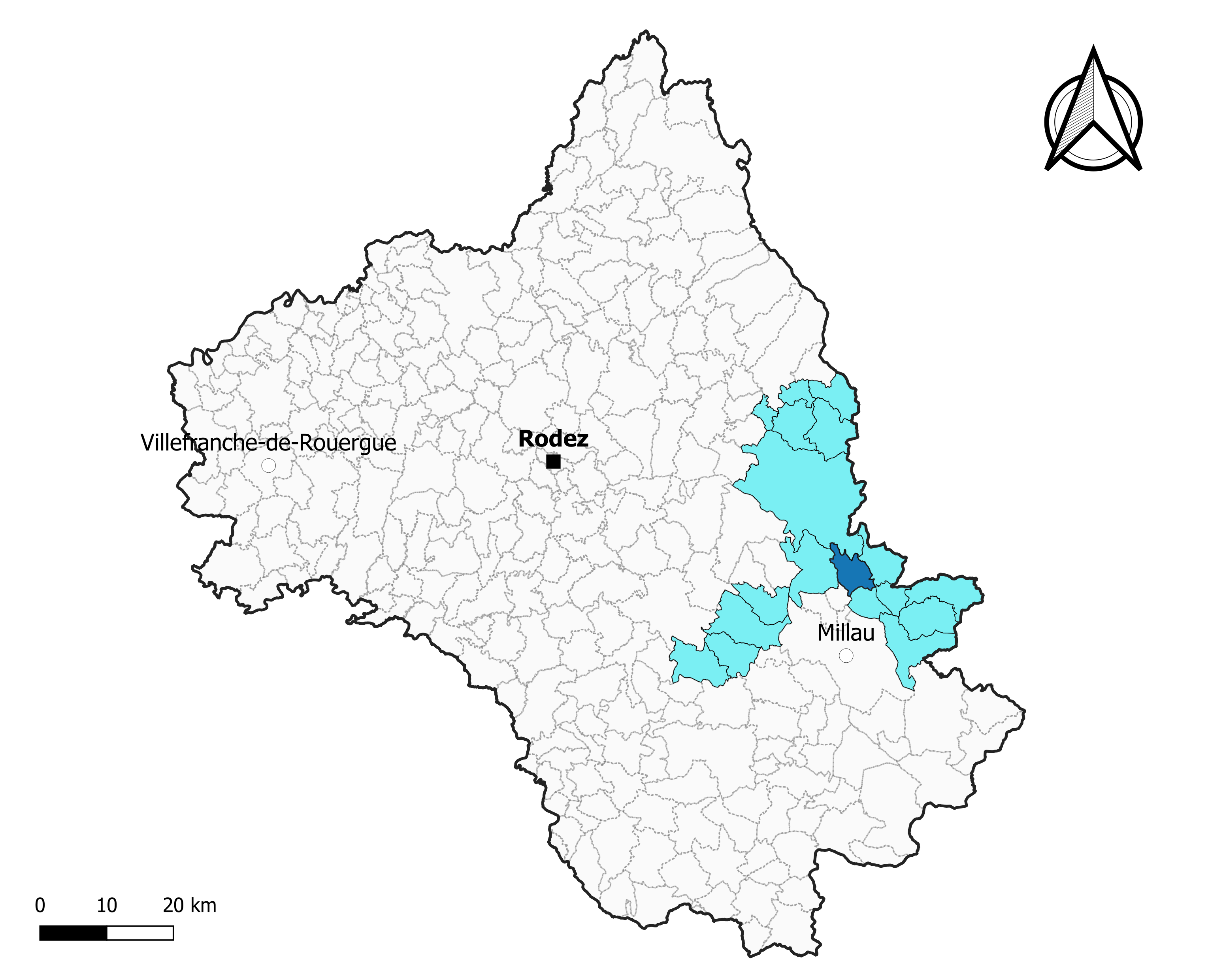
Rivière-sur-Tarn dans le canton de Tarn et Causses en 2020.
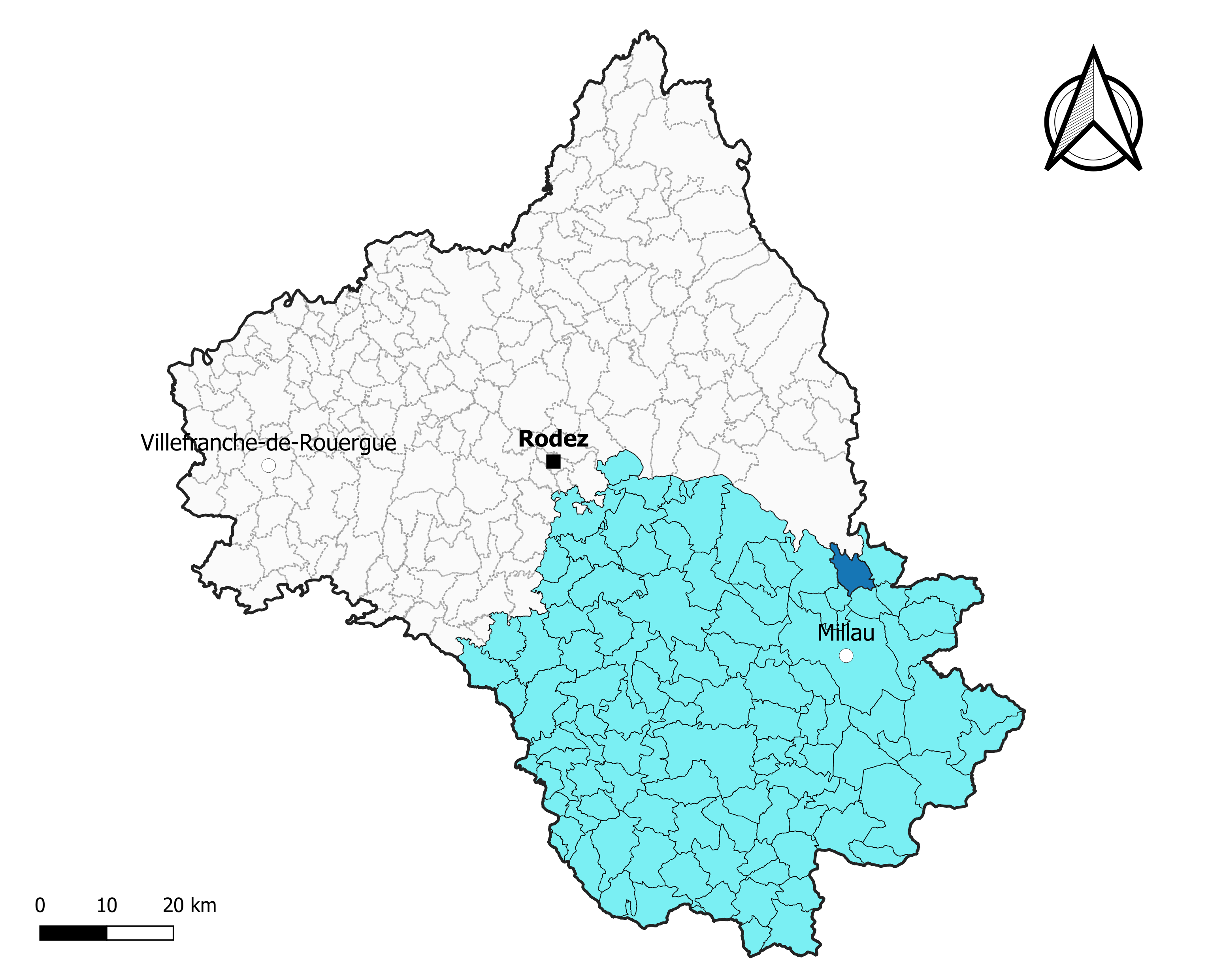
Rivière-sur-Tarn dans l'arrondissement de Millau en 2020.

### Élections municipales et communautaires

#### Élections de 2020
| Tête de liste   | Suffrages | Pourcentage | CM | CC |
| --------------- | --------- | ----------- | -- | -- |
| Christian Forir | 361       | 65,04 %     | 13 | 2  |
| Patrick Salson  | 194       | 34,95 %     | 2  | 0  |

Le conseil municipal de Rivière-sur-Tarn, commune de plus de 1 000 habitants, est élu au scrutin proportionnel de liste à deux tours (sans aucune modification possible de la liste), pour un mandat de six ans renouvelable. Compte tenu de la population communale, le nombre de sièges à pourvoir lors des élections municipales de 2020 est de 15. Les quinze conseillers municipaux sont élus au premier tour avec un taux de participation de 69,64 %, se répartissant en treize issus de la liste conduite par Christian Forir et deux issus de celle de Patrick Salson.
Christian Forir est élu nouveau maire de la commune le 23 mai 2020.
Les deux sièges attribués à la commune au sein du conseil communautaire de la communauté de communes de Millau Grands Causses sont alloués à la liste de Christian Forir.

#### Liste des maires
| Période                                  | Période  | Identité            | Étiquette | Qualité                                                                   |
| ---------------------------------------- | -------- | ------------------- | --------- | ------------------------------------------------------------------------- |
| Les données manquantes sont à compléter. |          |                     |           |                                                                           |
|                                          |          |                     |           |                                                                           |
| 1878                                     | 1881     | Pierre-Basile Laur  |           |                                                                           |
| 1881                                     | 1884     | Adolphe de Pastorel |           | Receveur des postes                                                       |
| 1884                                     | 1888     | Pierre-Basile Laur  |           |                                                                           |
| 1888                                     | 1890     | Raymond Fabre       |           |                                                                           |
| 1890                                     | 1904     | Félix Julien        |           | Notaire                                                                   |
| 1904                                     | 1908     | Firmin Fabre        |           |                                                                           |
| 1908                                     | 1919     | Félix Julien        |           | Notaire                                                                   |
| 1919                                     | 1925     | Paul Guibert        |           |                                                                           |
| 1925                                     | 1939     | Paul Laur           |           | Industriel fromager à Roquefort                                           |
| 1939                                     | 1959     | Marcel Andrieu      |           |                                                                           |
| 1959                                     | 1976     | Léopold Laur        | RI        | Ingénieur retraité Conseiller général du canton de Peyreleau (1964-1976)  |
| 1976                                     | 2008     | Pierre Bloy         | PS        | Receveur des Postes Conseiller général du canton de Peyreleau (1976-2001) |
| 2008                                     | mai 2020 | Bernard Pourquié    | DVG       | Retraité de la Fonction publique                                          |
| mai 2020                                 | En cours | Christian Forir     |           |                                                                           |

## Démographie
L'évolution du nombre d'habitants est connue à travers les recensements de la population effectués dans la commune depuis 1793. Pour les communes de moins de 10 000 habitants, une enquête de recensement portant sur toute la population est réalisée tous les cinq ans, les populations de référence des années intermédiaires étant quant à elles estimées par interpolation ou extrapolation. Pour la commune, le premier recensement exhaustif entrant dans le cadre du nouveau dispositif a été réalisé en 2008.

En 2022, la commune comptait 1 045 habitants, en évolution de −0,48 % par rapport à 2016 (Aveyron : +0,37 %, France hors Mayotte : +2,11 %).
| 1793 | 1800  | 1806  | 1821  | 1831  | 1836  | 1841  | 1846  | 1851  |
| ---- | ----- | ----- | ----- | ----- | ----- | ----- | ----- | ----- |
| 960  | 1 134 | 1 571 | 1 605 | 1 721 | 1 309 | 1 235 | 1 329 | 1 330 |

| 1856  | 1861  | 1866  | 1872  | 1876  | 1881  | 1886  | 1891  | 1896  |
| ----- | ----- | ----- | ----- | ----- | ----- | ----- | ----- | ----- |
| 1 301 | 1 268 | 1 226 | 1 255 | 1 368 | 1 260 | 1 191 | 1 125 | 1 047 |

| 1901 | 1906 | 1911 | 1921 | 1926 | 1931 | 1936 | 1946 | 1954 |
| ---- | ---- | ---- | ---- | ---- | ---- | ---- | ---- | ---- |
| 956  | 956  | 902  | 832  | 860  | 811  | 818  | 814  | 716  |

| 1962 | 1968 | 1975 | 1982 | 1990 | 1999 | 2006  | 2008  | 2013  |
| ---- | ---- | ---- | ---- | ---- | ---- | ----- | ----- | ----- |
| 674  | 657  | 625  | 711  | 757  | 961  | 1 013 | 1 027 | 1 050 |

| 2018  | 2022  | - | - | - | - | - | - | - |
| ----- | ----- | - | - | - | - | - | - | - |
| 1 036 | 1 045 | - | - | - | - | - | - | - |

## Économie

### Revenus
En 2018  (données Insee publiées en septembre 2021), la commune compte 451 ménages fiscaux, regroupant 955 personnes. La médiane du revenu disponible par unité de consommation est de 20 770 € (20 640 € dans le département).

### Emploi
| Division       | 2008  | 2013  | 2018  |
| -------------- | ----- | ----- | ----- |
| Commune        | 5,4 % | 8 %   | 8,2 % |
| Département    | 5,4 % | 7,1 % | 7,1 % |
| France entière | 8,3 % | 10 %  | 10 %  |

En 2018, la population âgée de 15 à 64 ans s'élève à 585 personnes, parmi lesquelles on compte 76,8 % d'actifs (68,5 % ayant un emploi et 8,2 % de chômeurs) et 23,2 % d'inactifs,. Depuis 2008, le taux de chômage communal (au sens du recensement) des 15-64 ans est supérieur à celui du département, mais inférieur à celui de la France.
La commune fait partie de la couronne de l'aire d'attraction de Millau, du fait qu'au moins 15 % des actifs travaillent dans le pôle,. Elle compte 229 emplois en 2018, contre 220 en 2013 et 250 en 2008. Le nombre d'actifs ayant un emploi résidant dans la commune est de 407, soit un indicateur de concentration d'emploi de 56,4 % et un taux d'activité parmi les 15 ans ou plus de 52 %.
Sur ces 407 actifs de 15 ans ou plus ayant un emploi, 119 travaillent dans la commune, soit 29 % des habitants. Pour se rendre au travail, 85,5 % des habitants utilisent un véhicule personnel ou de fonction à quatre roues, 1,7 % les transports en commun, 6,6 % s'y rendent en deux-roues, à vélo ou à pied et 6,1 % n'ont pas besoin de transport (travail au domicile).

### Activités hors agriculture

#### Secteurs d'activités
80 établissements sont implantés  à Rivière-sur-Tarn au 31 décembre 2019. Le tableau ci-dessous en détaille le nombre par secteur d'activité et compare les ratios avec ceux du département,.
| Secteur d'activité                                                                                        | Commune | Commune | Département |
| Secteur d'activité                                                                                        | Nombre  | %       | %           |
| --- | ------- | ------- | ----------- |
| Ensemble                                                                                                  | 80      | 100 %   | (100 %)     |
| Industrie manufacturière, industries extractives et autres                                                | 9       | 11,3 %  | (17,7 %)    |
| Construction                                                                                              | 12      | 15 %    | (13 %)      |
| Commerce de gros et de détail, transports, hébergement et restauration                                    | 33      | 41,3 %  | (27,5 %)    |
| Information et communication                                                                              | 3       | 3,8 %   | (1,5 %)     |
| Activités financières et d'assurance                                                                      | 1       | 1,3 %   | (3,4 %)     |
| Activités immobilières                                                                                    | 4       | 5 %     | (4,2 %)     |
| Activités spécialisées, scientifiques et techniques et activités de services administratifs et de soutien | 7       | 8,8 %   | (12,4 %)    |
| Administration publique, enseignement, santé humaine et action sociale                                    | 5       | 6,3 %   | (12,7 %)    |
| Autres activités de services                                                                              | 6       | 7,5 %   | (7,8 %)     |

Le secteur du commerce de gros et de détail, des transports, de l'hébergement et de la restauration est prépondérant sur la commune puisqu'il représente 41,3 % du nombre total d'établissements de la commune (33 sur les 80 entreprises implantées  à Rivière-sur-Tarn), contre 27,5 % au niveau départemental.

#### Entreprises
L' entreprise ayant son siège social sur le territoire communal qui génère le plus de chiffre d'affaires en 2020 est : 
- SARL Data C, programmation informatique (5 k€)

### Agriculture
La commune est dans les Grands Causses, une petite région agricole occupant le sud-est du département de l'Aveyron. En 2020, l'orientation technico-économique de l'agriculture  sur la commune est la polyculture et/ou le polyélevage.
|               | 1988  | 2000  | 2010  | 2020 |
| ------------- | ----- | ----- | ----- | ---- |
| Exploitations | 59    | 36    | 29    | 16   |
| SAU (ha)      | 1 022 | 1 148 | 1 263 | 881  |

Le nombre d'exploitations agricoles en activité et ayant leur siège dans la commune est passé de 59 lors du recensement agricole de 1988  à 36 en 2000 puis à 29 en 2010 et enfin à 16 en 2020, soit une baisse de 73 % en 32 ans. Le même mouvement est observé à l'échelle du département qui a perdu pendant cette période 51 % de ses exploitations,. La surface agricole utilisée sur la commune a également diminué, passant de 1 022 ha en 1988 à 881 ha en 2020. Parallèlement la surface agricole utilisée moyenne par exploitation a augmenté, passant de 17 à 55 ha.

## Culture locale et patrimoine

### Lieux et monuments
Le château de Peyrelade des XIIe et XVe siècles domine les gorges du Tarn. Forteresse médiévale bâtie sur un éperon rocheux, il est inscrit au titre des monuments historiques depuis 1993.

Le château de Peyrelade
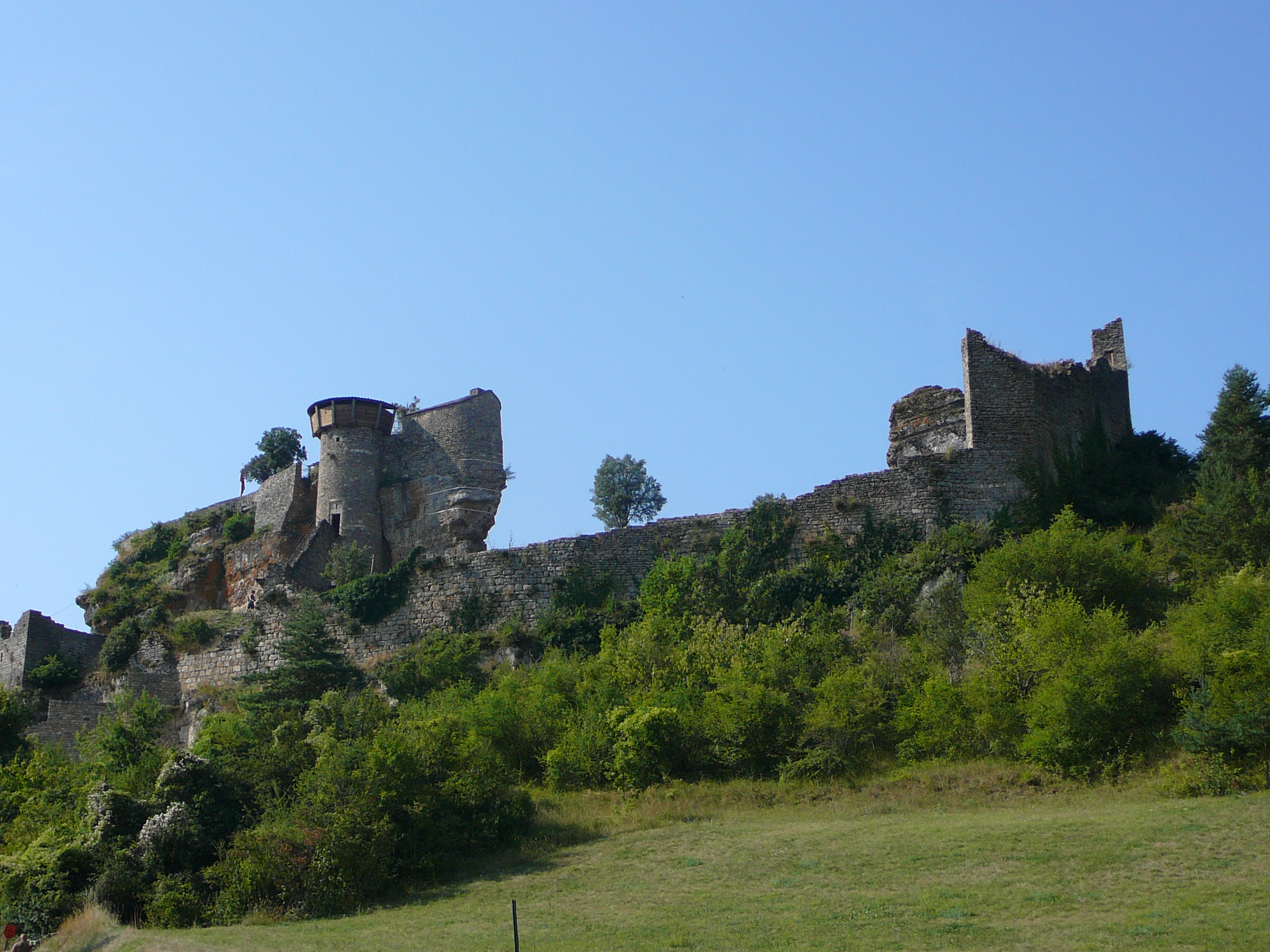
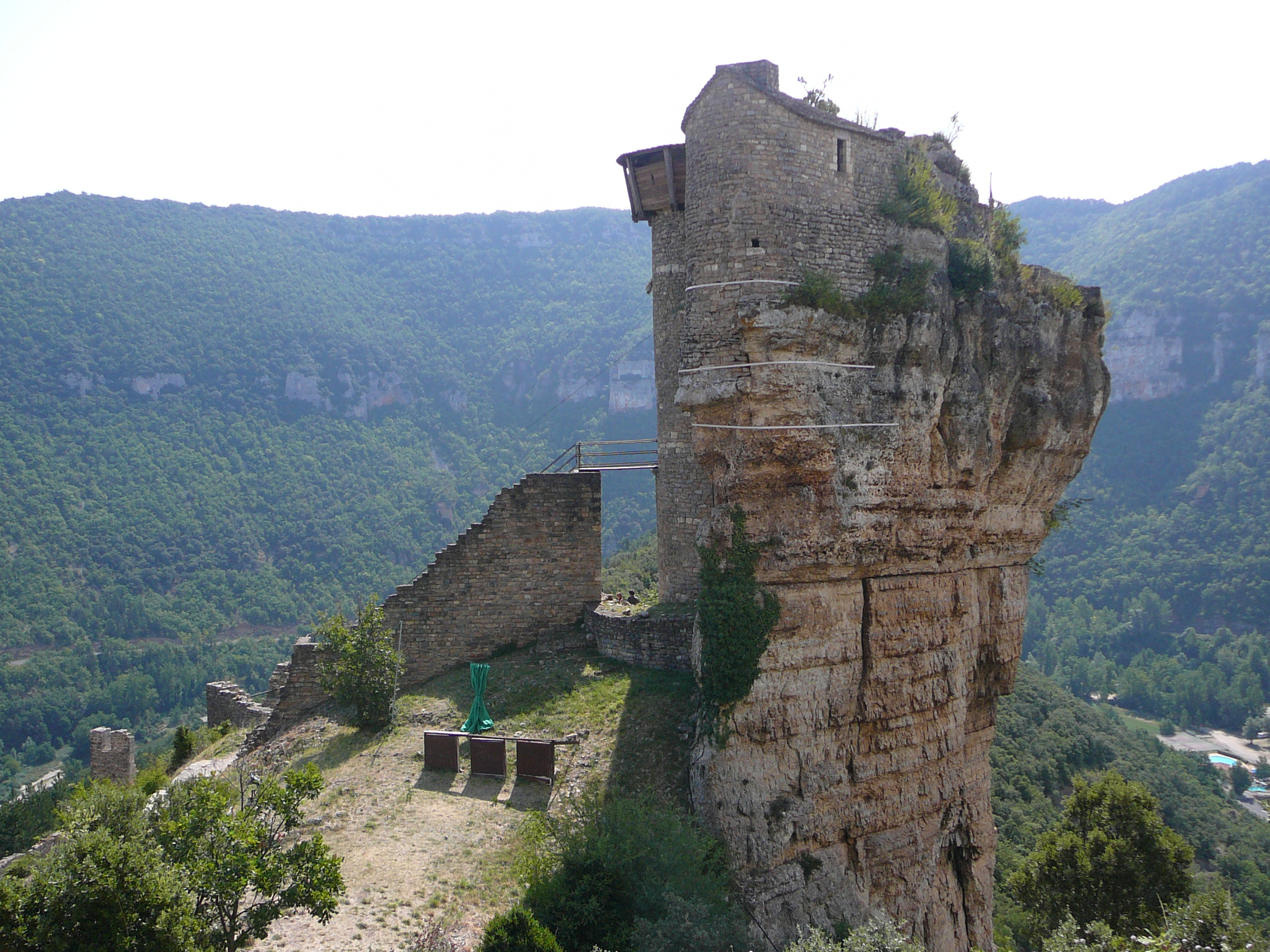
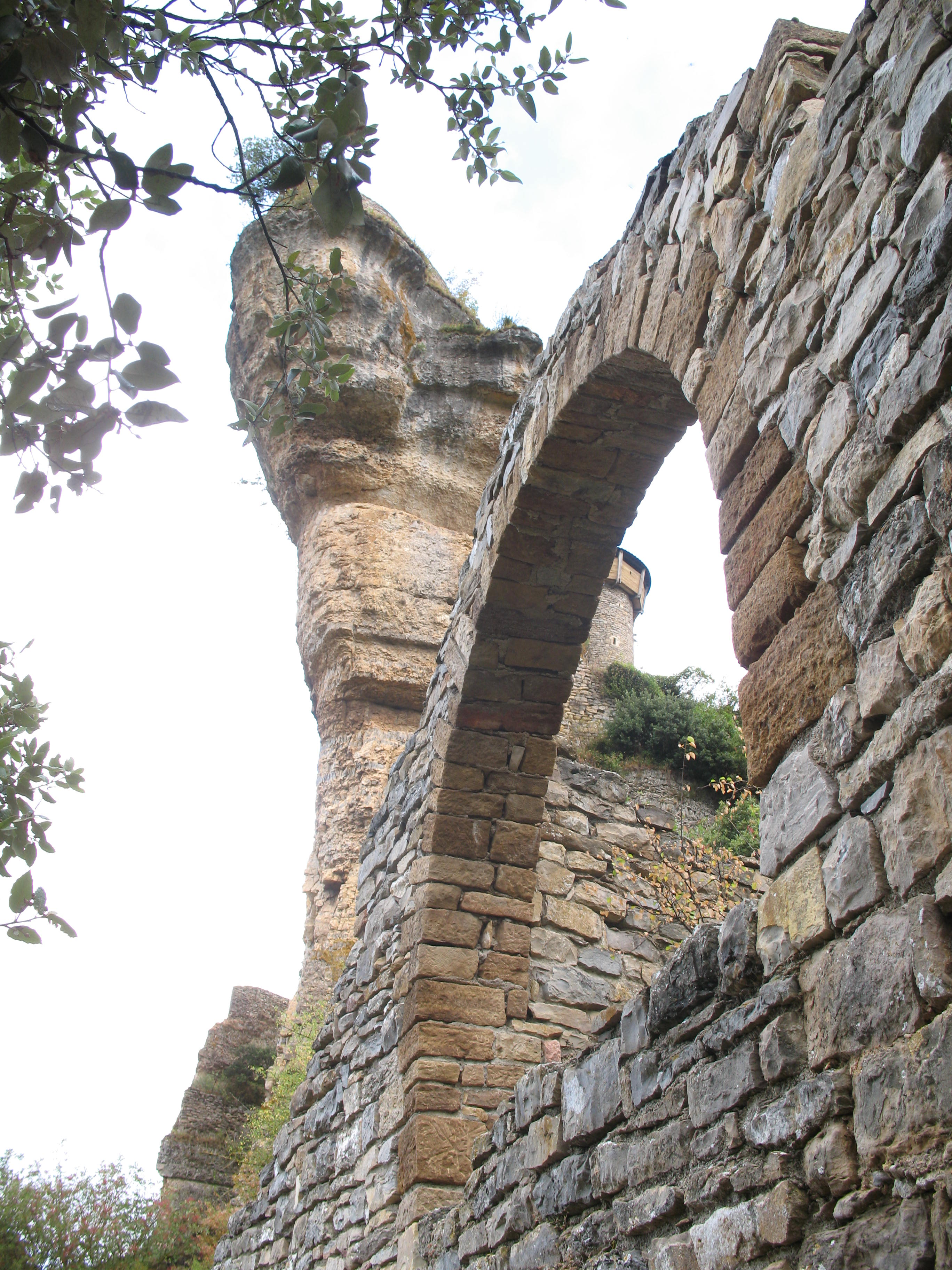
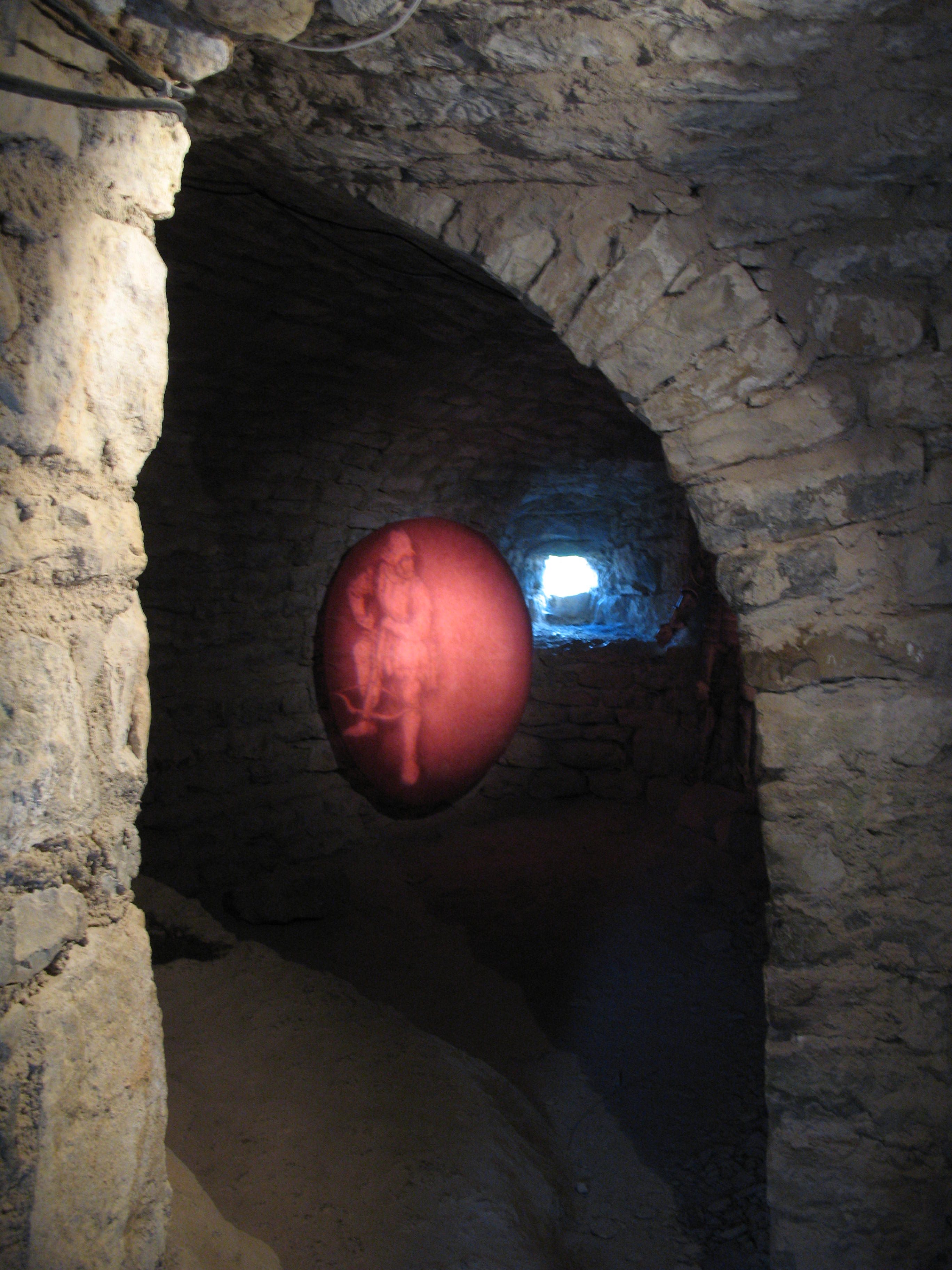
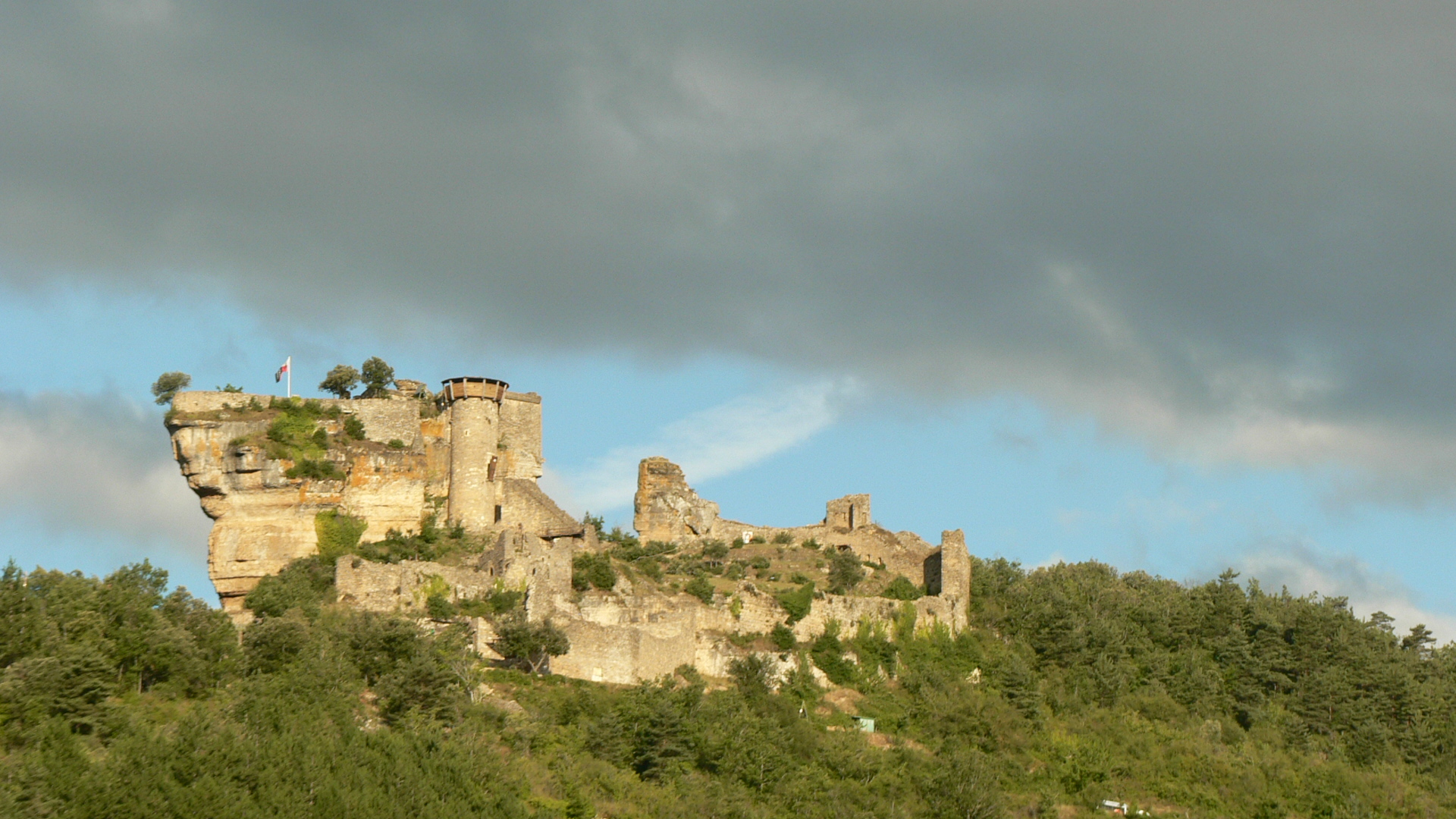

La commune a plusieurs édifices religieux, l'église Sainte-Barbe du bourg de Rivière-sur-Tarn, l'église Saint-Second de Boyne, l'église Saint-François-de-Sales de Fontaneilles.
- Église Saint-Second de Boyne.
- Église Sainte-Barbe de Rivière-sur-Tarn.
- Église Saint-François-de-Sales de Fontaneilles.
- Il ne reste qu'une seule fontaine-abreuvoir. À l'origine trois fontaines abreuvoirs existaient dont la construction fut décidée en 1895.
- Sur les hauteurs de la commune, le « piédestal de Fontaneilles », visible depuis le village de Fontaneilles et le bourg de Rivière-sur-Tarn, était prévu à l'origine pour supporter une statue de la Vierge Marie qui n'a jamais été livrée. Une croix a été installée à la place de cette statue.
- La sculpture du monument aux morts intitulée « Après la victoire » est l'œuvre d'Auguste Verdier (1871-1948).

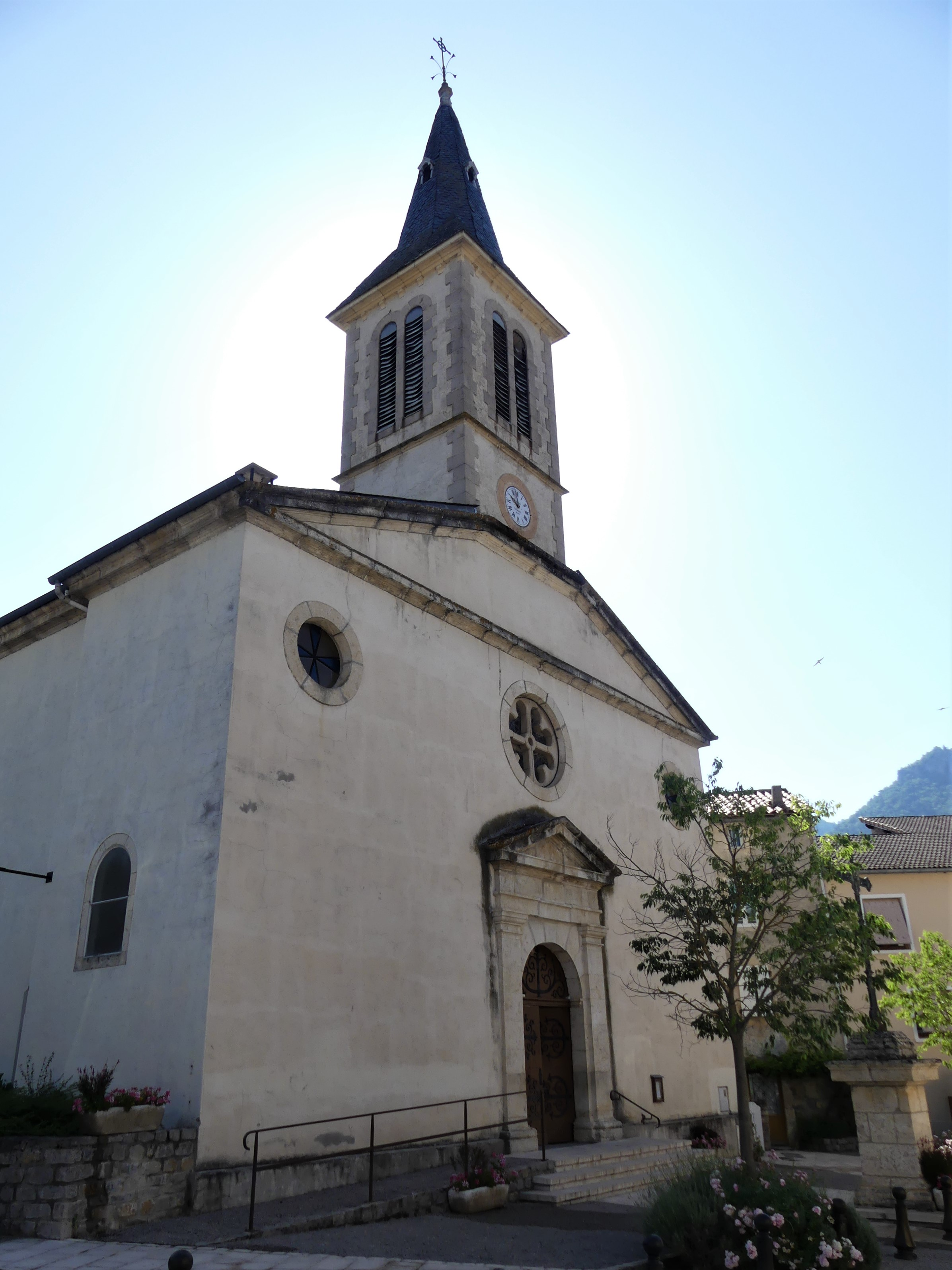
L'église Sainte-Barbe.
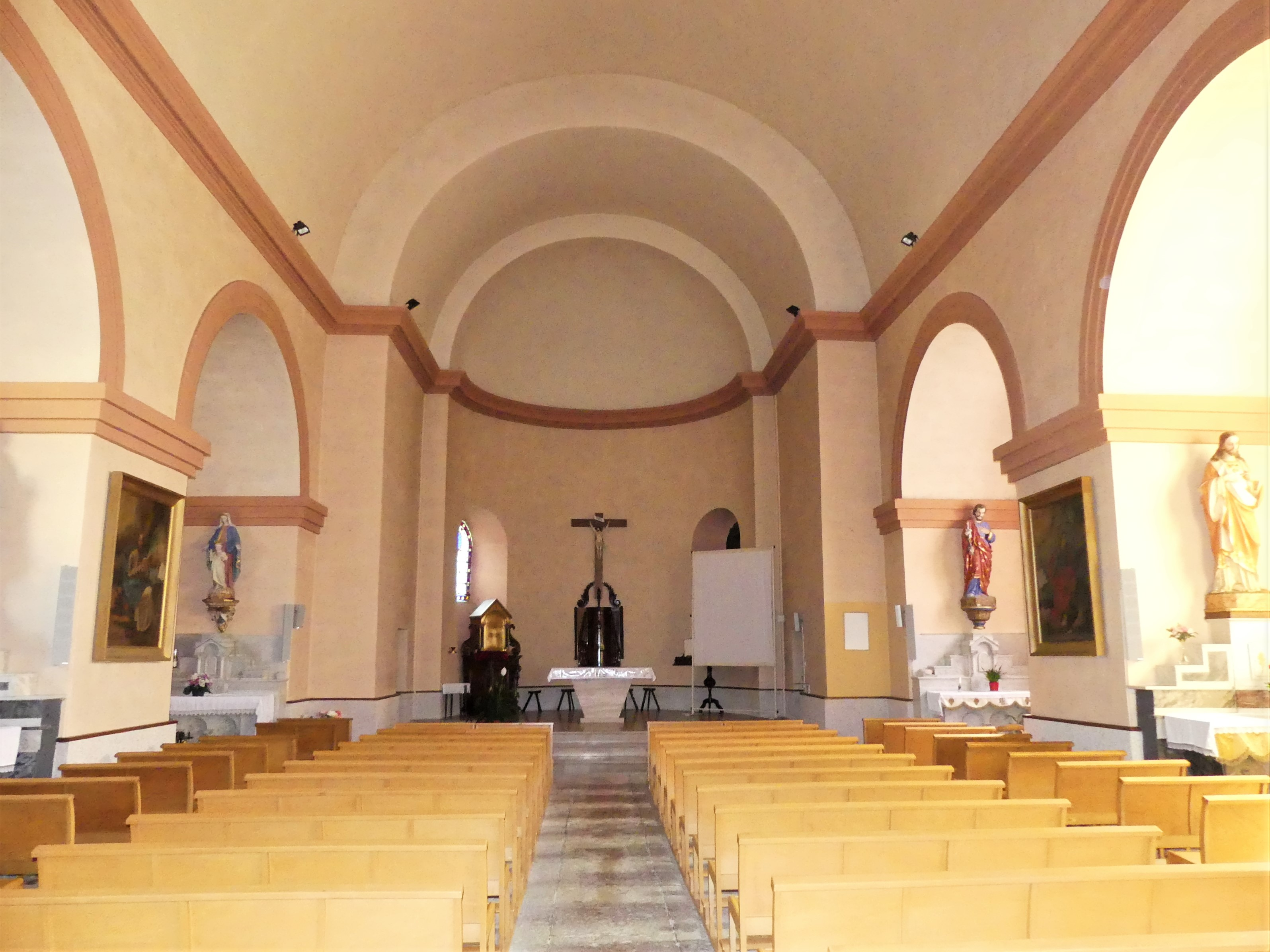
Sa nef.
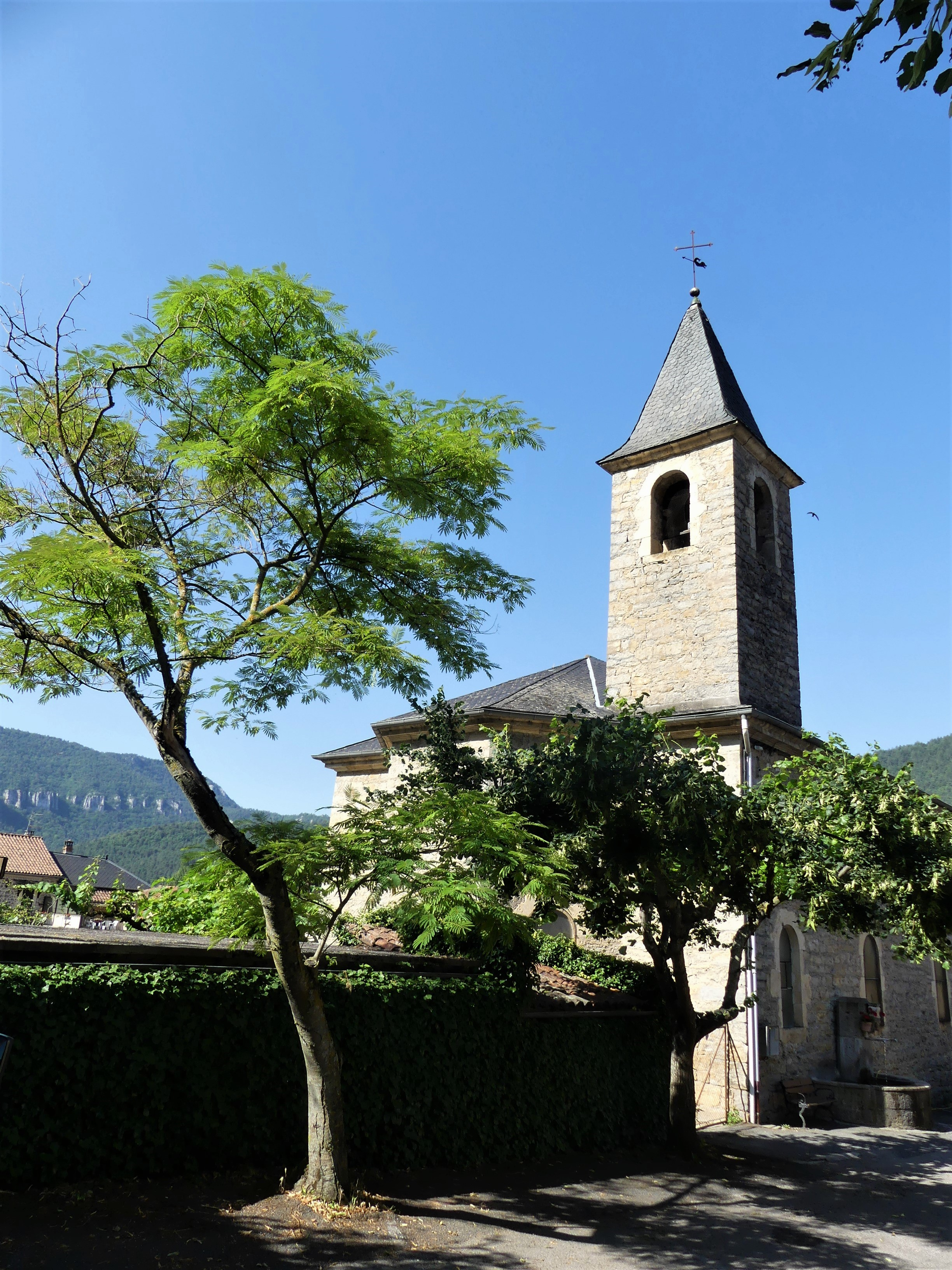
L'église Saint-Second de Boyne.
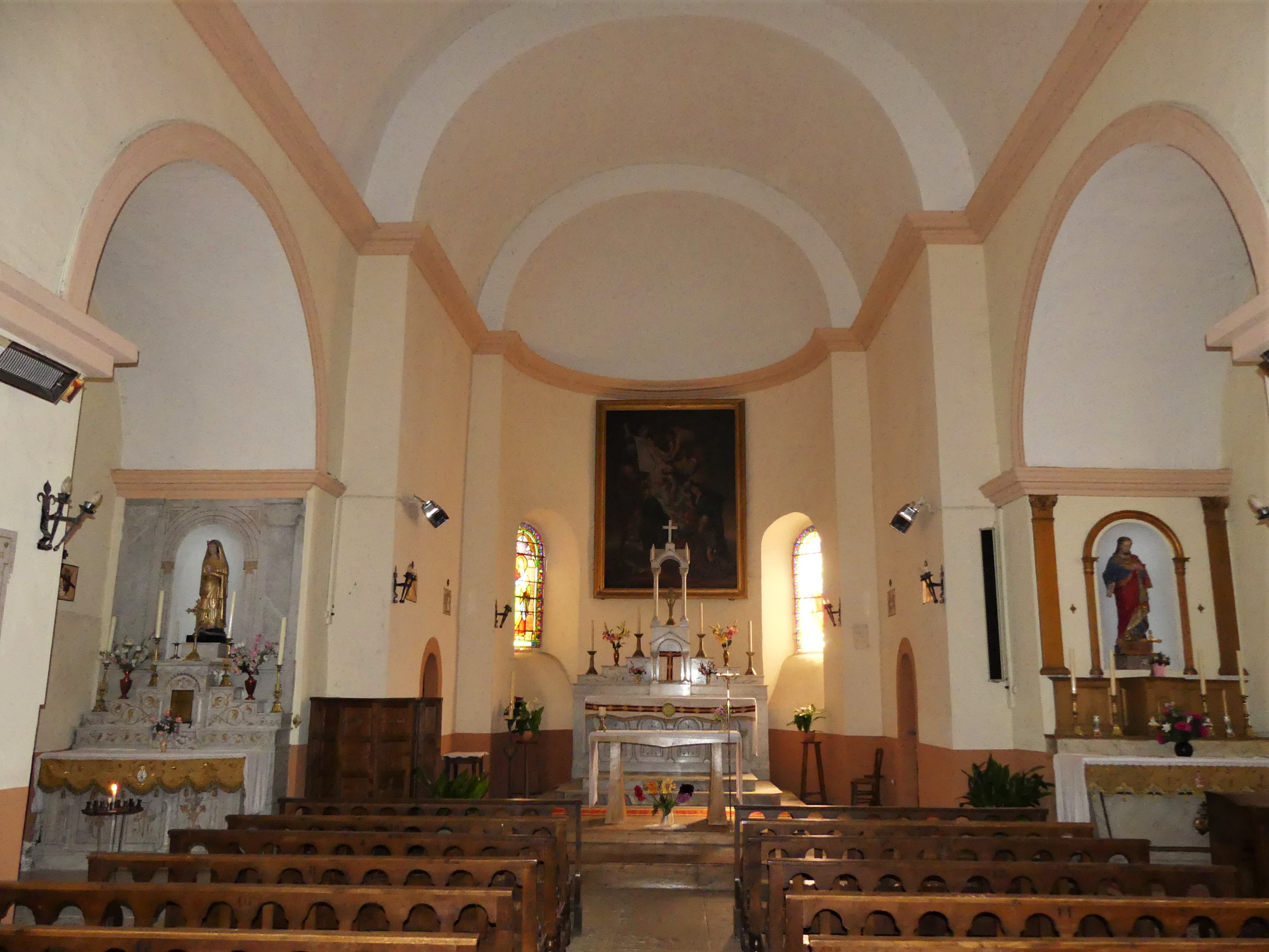
Sa nef.
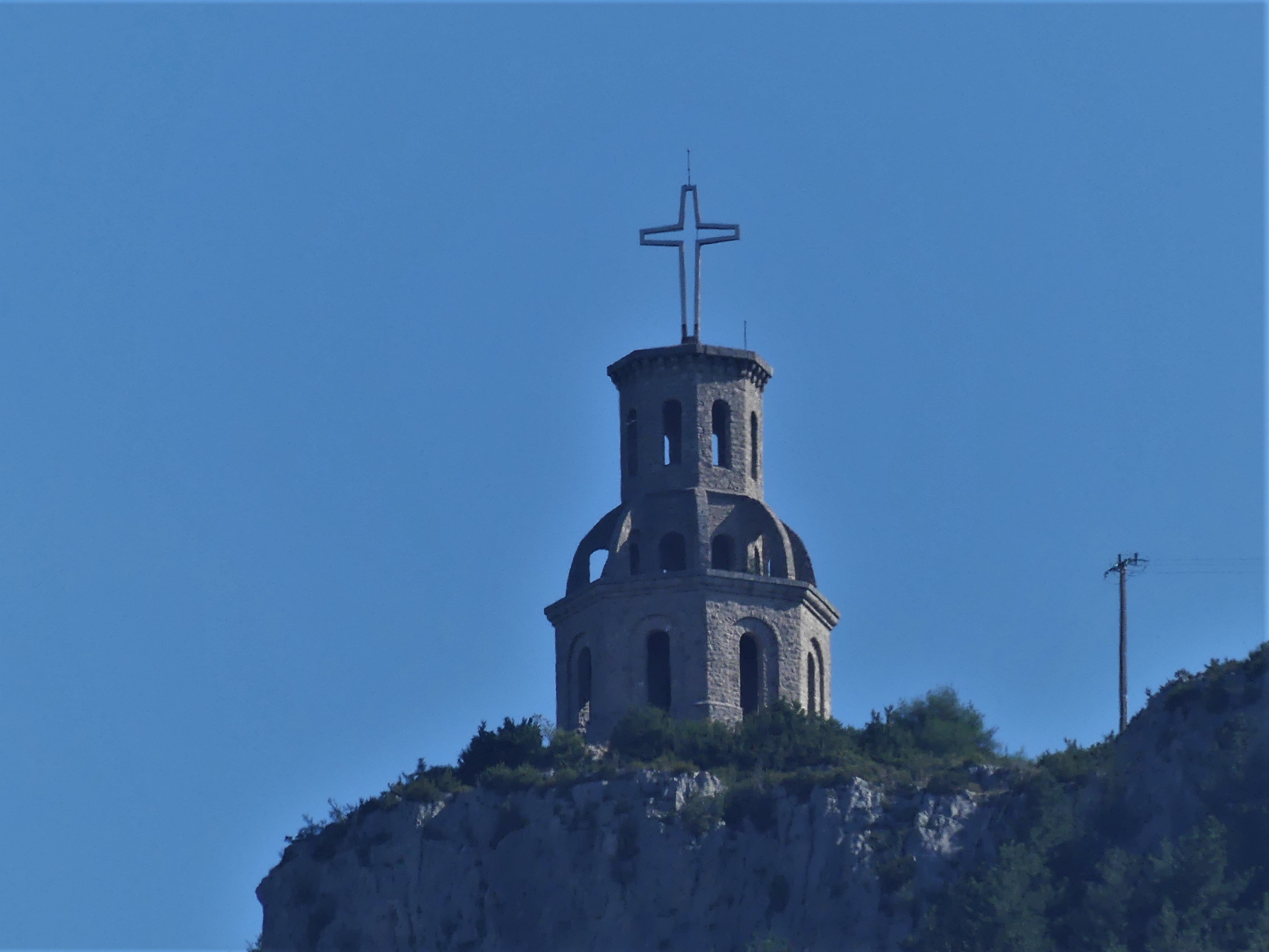
Le piédestal de Fontaneilles.
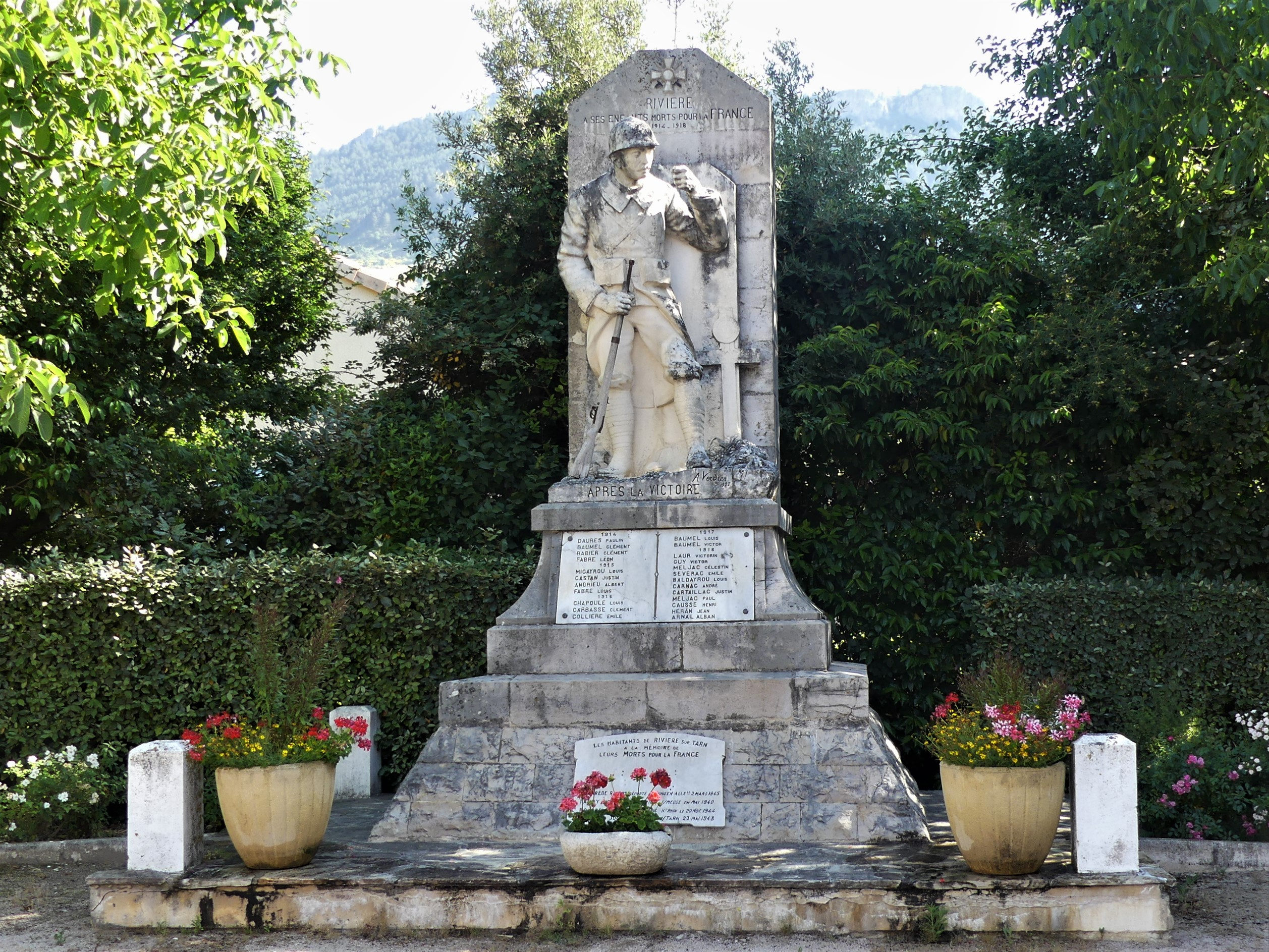
Le monument aux morts.

### Personnalités liées à la commune
- Laurent Debaene : cycliste, ex-membre des équipes de France Juniors route et cyclo-cross, triple vainqueur de la Coupe de France Cyclosport 2007, 2008, 2009. Multiple champion Midi-Pyrénées, plus de cent victoires toutes épreuves confondues.
- Gilbert Pélissier  (1924-2013), peintre français, est décédé à Rivière-sur-Tarn.

### Héraldique
| Blason de Rivière-sur-Tarn | Blason  | D’argent à un lion écartelé de gueules et d’or, cantonné de quatre tourteaux d’azur, à la bordure réduite cousue, ondée et componée de six pièces de gueules et d’or. |
| Blason de Rivière-sur-Tarn | Détails | La bordure est le symbole des fossés qui entouraient les châteaux pour en assurer la défense. Le territoire de la commune était si attractif qu’elle en comptait pas moins de six. C’est la raison de la division de la bordure en six sections. On trouve ainsi le château de Lugagnac, celui des Vignals, celui de Fontaneille, celui de l’Andurne, celui de Quézaguet et Peyrelade. La bordure est ondée pour représenter le Tarn qui en traverse le territoire et qui a donné son nom au village. Les couleurs employées sont celles du Rouergue, Rivière-sur-Tarn faisant partie de cette province. Le lion est le symbole commun à deux familles régnant sur les deux châteaux les plus importants de Rivière : celle d’Armagnac au château fort de Peyrelade et Pélamourgues au château de Lugagnac. La première portait pour armoiries d’argent, au lion de gueules et la seconde de gueules, au lion d’or. La reprise intégrale des armes de famille étant interdite pour les municipalités, il suffit d’en emprunter un ou plusieurs éléments. En écartelant le lion aux couleurs des deux familles, on suggère l’idée que les fiefs auxquels elles sont attachées étaient importants pour le village. L’argent représente le sol caillouteux sur les différentes hauteurs qui entourent Rivière-sur-Tarn. Les tourteaux d’azur indiquent que le village possède des caves d’affinage de bleu des Causses, un des fleurons de l’Aveyron. Les ornements sont deux pampres de sinople, fruités de gueules, mis en sautoir par la pointe et liés d’or afin d’honorer l’activité viticole. Le listel d'argent porte le nom de la commune en lettres majuscules de sable. La couronne de tours dit que l’écu est celui d’une commune ; elle n’a rien à voir avec des fortifications. Le statut officiel du blason reste à déterminer. |